# Sladkodum, Kărdjali
Sladkodum (în bulgară Сладкодум) este un sat în comuna Krumovgrad, regiunea Kărdjali,  Bulgaria. 

## Demografie
Componența etnică a satului Sladkodum
     Nicio identificare (100%)
     Altele (0%)
La recensământul din 2011, populația satului Sladkodum era de 2 locuitori. . Pentru 100% din locuitori nu este cunoscută apartenența etnică.